# Jabba
Jabba Desilijic Tiure (alternatywnie Jabba the Hutt, 600 BBY – 4 ABY) – fikcyjna postać z sagi filmowej George’a Lucasa Gwiezdne wojny. Należał do rasy Huttów i zajmował się działalnością przestępczą. Występował epizodycznie w części I i IV oraz jako ważna postać w części VI i animowanych Wojnach Klonów.

## Życiorys
Przynajmniej od roku 32 BBY Jabba miał swoją siedzibę na Tatooine. Stamtąd zarządzał jedną z największych w Galaktyce siatek przestępczych – w większości przypadków jego organizacja musiała ustępować jedynie Czarnemu Słońcu.

### Konflikt z Hanem Solo
Na krótko przed wydarzeniami opisanymi w Nowej Nadziei Jabba wynajął przemytnika, Hana Solo, do przemytu przyprawy z Kessel. Gdy ten w wyniku intrygi musiał porzucić ładunek i salwować się ucieczką przed przedstawicielami Imperium, Jabba zażądał od niego zwrotu kosztów ładunku oraz obciążył karnymi odsetkami. Gdy Solo nie był w stanie spłacić długu, Jabba wysłał jego śladem łowców nagród. Najpierw był to Greedo, później – gdy nagroda za głowę Hana urosła do niespotykanych wcześniej rozmiarów – między innymi Boba Fett.
Solo kilkakrotnie usiłował dojść z Jabbą do porozumienia, a także spłacić długi, jednak nie udawało się to. W końcu Solo został zdradzony przez Lando Calrissiana na bespińskim Mieście w Chmurach i wpadł w ręce Lorda Vadera, który ostatecznie przekazał go – zamrożonego w karbonicie – Fettowi. W ten sposób Jabba wszedł w posiadanie zamrożonego przemytnika, którego zawiesił w swojej siedzibie.
Związani z Hanem Rebelianci zorganizowali jednak próbę odbicia przyjaciela z rąk gangstera. Jako pierwsza na ratunek Solo ruszyła Leia wraz z Chewbaką, jednak Jabba schwytał ich i uczynił z księżniczki swoją niewolnicę. Następnie negocjacji podjął się Luke Skywalker. Nie udały się one, a na dodatek Jedi podczas próby zabicia go przez Hutta uśmiercił jego ulubioną bestię – Rancora. Jabba podjął ostatecznie decyzję o wrzuceniu związanych z Hanem spiskowców oraz jego samego do położonej na pustyni jamy Sarlacca. Na szczęście nie udało się to – podczas gdy Han, Luke i Chewbacca walczyli z podwładnymi Jabby, Leia udusiła go własnym łańcuchem, którym była przykuta do jego tronu.

## Jabba w kulturze masowej
- Według niektórych relacji, imię Jabby pochodziło od czeskich słów žába i had (czyli żaba i wąż).
- Nazwa Pizza Hut bywa złośliwe trawestowana na Jabba Hutt. Po raz pierwszy zostało to ukazane w filmie Kosmiczne jaja (M. Brooks).